# アレクサンダー・マッケンドリック
アレクサンダー・マッケンドリック（Alexander Mackendrick、1912年9月8日 - 1993年12月21日）は、アメリカ合衆国の映画監督、脚本家、教師である。

## 経歴
1912年、スコットランド人の両親のもとにボストンで生まれる。第一次世界大戦のあとにインフルエンザで父親を亡くした直後、祖父とともにグラスゴーへ引っ越し、母親と生き別れる。
1929年、漫画家として広告代理店に就職する。フリーランスで脚本を執筆したのち、イギリス情報省でドキュメンタリーを手がける。第二次世界大戦のあいだはイタリアに出張してイギリスの心理戦に携わっていたが、戦後はイーリング・スタジオで脚本執筆やストーリーボード作成を担当する。1949年の初長編映画『Whisky Galore!』をはじめとして、イーリング・スタジオで5本の映画を監督する。
1955年にイーリング・スタジオがBBCに売却されたあとはアメリカ合衆国へ渡り、『成功の甘き香り』や『サミー南へ行く』、『海賊大将』などを監督する。1969年から1993年まで、カリフォルニア芸術大学映画学部で教鞭を執る。教え子にはジェームズ・マンゴールドがいた。
1993年、妻と3人の息子を残し、ロサンゼルスで肺炎のため死去。81歳没。

## フィルモグラフィー

### 映画
- Midnight Menace （1937年） - 脚本
- 死せる恋人に捧ぐる悲歌 Saraband for Dead Lovers （1948年） - 脚本
- Whisky Galore! （1949年） - 監督
- Dance Hall （1950年） - 脚本
- 白衣の男 The Man in the White Suit （1951年） - 監督・脚本
- Mandy （1952年） - 監督
- The Maggie （1954年） - 監督
- マダムと泥棒 The Ladykillers （1955年） - 監督
- 成功の甘き香り Sweet Smell of Success （1957年） - 監督
- サミー南へ行く Sammy Going South （1963年） - 監督
- 海賊大将 A High Wind in Jamaica （1965年） - 監督
- サンタモニカの週末 Don't Make Waves （1967年） - 監督

### テレビ
- 弁護士プレストン The Defenders （1964年） - 監督

## ビブリオグラフィー
- マッケンドリックが教える映画の本当の作り方（2009年、フィルムアート社）

## 関連文献
- Green, Zoë (2004年11月20日). “Lessons from a master”. The Guardian. 2016年1月8日閲覧。